# قصف دمشق (1945)

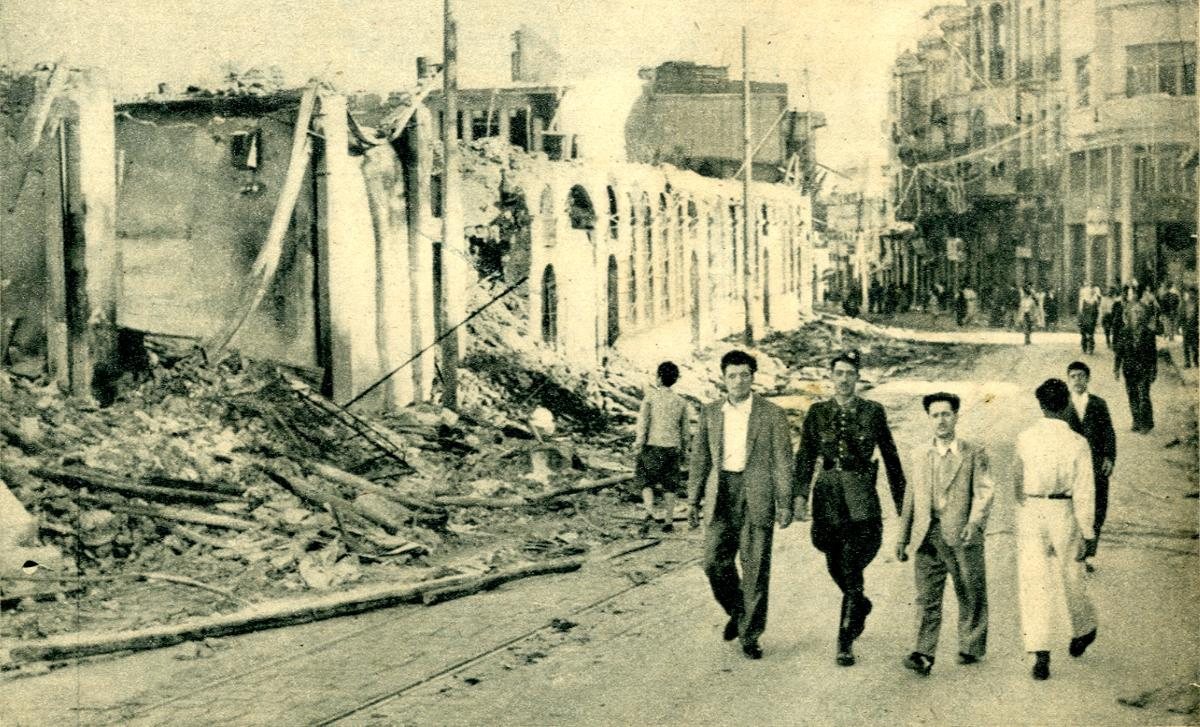
أثر القصف الفرنسي على أحياء دمشق - 1945

العدوان الفرنسي على دمشق ومذبحة حامية البرلمان في 29 أيار 1945، هو عدوان عسكري قامت به قوات الاحتلال الفرنسي المتواجدة في دمشق بهدف قمع الاحتجاجات الشعبية السورية وتطلعات السوريين الرامية لإنجاز الاستقلال التام عن فرنسا.
تم اعتبار يوم 29 أيار من كل عام يوماً خاصاً لتخليد ذكرى رجال الأمن الداخلي الذين استشهدوا في ذلك اليوم الأغر، وعيدا رسميا في سوريا للاحتفال بقوى الأمن الداخلي بشكل عام.

## خلفية تاريخية
لعب نشوب الحرب العالمية الثانية دوراً كبيراً في تغيير الأوضاع على المستوى الدولي، فقد انخرطت الدول الاستعمارية الرئيسة في صراع حاد مع دول المحور مما أدى إلى تغير في موازين القوى، إذ وجدت دول كبرى سابقة – كبريطانيا وفرنسا – نفسها عرضة للاحتلال أو التدمير، وتمكنت الجحافل النازية من احتلال معظم أوروبا وأجزاء من روسيا ووضعت بريطانيا فيما يشبه الحصار.
ولم يكن الوضع في سورية بعيداً عن هذا الصخب العالمي الكبير، ففرنسا – البلد المستعمر – انقسمت بين جماعتين: واحدة موالية لألمانيا النازية وعرفت بحكومة فيشي، فيما أعلن الجنرال ديغول الذي كان قائد القوات الفرنسية في الجزائر الانشقاق عن حكومة فيشي وترأّس ما كان يسمى حكومة فرنسا الحرة ومقرها مدينة الجزائر. وهكذا شهدت سوريا صراعاً بين القوات التابعة لحكومة فيشي وقوات حكومة الجنرال ديغول بالتحالف مع الإنكليز، حيث تمكنت القوات المتحالفة من إخراج قوات فيشي من سوريا في صيف عام 1941، وبعد أن استتبَّ الأمر للقوات المتحالفة قام الجنرال ديغول بجولة في سوريا ولبنان اجتمع خلالها بزعماء البلاد، وأصدر قراراً بتسمية الجنرال كاترو مفوضاً سامياً لحكومة فرنسا الحرة في سورية ولبنان عام 1942، وعلى إثر ذلك أذاع الجنرال كاترو (باسم الجنرال ديغول) وثيقة كاترو التي وعد فيها سوريا ولبنان بالاستقلال وحق تقرير المصير.
مع اقتراب الحرب العالمية الثانية من نهايتها، أخذت تتبدى شيئاً فشيئاً مخططات المستعمر الفرنسي في الحفاظ على وضعه الاستعماري السابق، وعدم إفساح الفرصة أمام الشعوب – وخصوصاً الشعوب العربية – في الحصول على استقلالها الناجز التام، خصوصاً بعد رجحان كفة الحلفاء في الحرب، وقرب هزيمة ألمانيا النازية، حيث حاولت فرنسا أن تعيد سيطرتها الاستعمارية على بلاد الشام (وخصوصاً سوريا) وأخذت تماطل في تسليم كافة السلطات للحكومة السورية الشرعية وسلخ لبنان عن سورية.

## الأيام التي سبقت العدوان
بدأت التحرشات الفرنسية بالحكومة السورية مع إطلالة شهر أيار وانتهاء الحرب العالمية الثانية، ورغم أن الحكومة السورية أعلنت الثامن من أيار يوم احتفال بالنصر على النازية، إلا أن حدة التوتر في البلاد كانت في ارتفاع مستمر، وانطلقت المظاهرات الغاضبة في مختلف المدن السورية.
وبتاريخ 18 مايو 1945 عقدت مباحثات بين وفد فرنسي بقيادة الجنرال بينيه المندوب العام مع وزيري خارجية سوريا ولبنان، ورفضت سوريا أن يكون الجنرال أوليفييه روجيه (قائد حامية دمشق الفرنسية) من ضمن الوفد الفرنسي مما جعله يحقد على سوريا والمسؤولين فيها.
وقد جاءت المطالب الفرنسية أثناء المفاوضات متنافية مع السيادة والحرية واتخذت طابع الإنذار والفرض، وتزامن ذلك مع إنزال تعزيزات عسكرية فرنسية كبيرة في ميناء بيروت، ونتيجة لذلك قررت الحكومتان السورية واللبنانية قطع المفاوضات وتهيئة البلاد لجولة من العنف الذي ستمارسه القوات الفرنسية.
بتاريخ 21 مايو 1945 استدعى جميل مردم بك رئيس الوزراء بالوكالة الزعيم عبد الله عطفة لوضع خطة لاستدعاء ضباط وجنود الوحدات الخاصة لتشكيل جيش وطني، وشرعت المدن السورية تتأهب لرد أي عدوان مسلح وتطوع المئات من الشبان لحمل السلاح، كما بدأ الضباط والجنود بالالتحاق بقوى الدرك والشرطة، وكذلك فعل العديد من النواب اللذين ارتدوا اللباس العسكري وصاروا يتدربون على القتال في ثكنة الشرطة الموجودة في قلعة دمشق.
في 23 مايو 1945 طلب الجنرال برنارد باجيت القائد العام للجيش البريطاني التاسع من مقر قيادته في مصر من الجنرال الفرنسي أوليفييه روجيه تجنب الأعمال الاستفزازية التي تقوم بها المدرعات الفرنسية المرابطة في شوارع دمشق والمدن السورية وعدم تحليق الطائرات فوق المساجد في أوقات الصلاة، وأبرق إلى حكومته في لندن، يعلمها باستعداد الفرنسيين لانتهاج طريق العنف.
وقد طلب السفير البريطاني في باريس نزع الفتيل عن الوضع المتفجر في سوريا وكان جواب ديغول الرفض وقد كتب في مذكراته بعد ذلك يقول: ”بسبب قناعتي بتآمر البريطانيين مع السوريين فإننا لن نرحل إلا إذا كنا مجبرين وسنذهب إلى حد مقاتلة الثوار السوريين والإنكليز معاً» مما يدل على تصميم فرنسا على إبقاء الاحتلال والعدوان.”

### بلاغ القيادة العسكرية الفرنسية
أصدر الجنرال الفرنسي أوليفييه روجيه بياناً إلى القوات الفرنسية صادر عن دائرة الأركان الحربية ب – د رقم 24، جاء فيه:
“أيها الضباط والجنود العاملون تحت العلم الفرنسي، عليكم التقيد بالتعليمات التالية:
1. وجوب إبادة جميع عناصر الشغب التي تريد إخراج فرنسا من سورية
2. وجوب احتلال جميع دوائر الحكومة ومؤسساتها ومنشآتها الثقافية والاقتصادية
3. منع اتصال الحكومة السورية مع جميع دول العالم وبالدرجة الأولى مع جيرانها العرب وأصدقائها الدول الاشتراكية
4. وجوب تجريد جميع أفراد الشعب من أسلحتهم وآلاتهم الجارحة خلال 24 ساعة من الآن
5. وجوب وضع البلاد تحت الحكم العسكري وإعلان الأحكام العرفية.”

ثم وزعت الإدارة العسكرية الفرنسية في البلاغ قواتها على الأماكن الحساسة التي يجب أن ترابط فيها، وأعطت الأوامر لاحتلال مدينة دمشق عند إعطاء أول إشارة إنذار، وأشارت إلى أن السلاح الجوي الفرنسي يستطيع أن يثير الذعر في نفوس السكان، وإذا اضطرت فإنها ستلقي القنابل المحرقة على أماكن التجمعات البشرية والسكانية، وحذر البلاغ الطيارين من الانخفاض كثيراً أثناء الطيران بطائراتهم لأن المعلومات لدى الإدارة الفرنسية تفيد بأن المواطنين يملكون أسلحة متوسطة تستطيع إسقاط الطائرات، وختمت الإدارة الفرنسية بلاغها محذرة جنودها في حال تفوقت القوات السورية عليهم في بعض الأماكن، بأن يتلفوا أسلحتهم إذا لم يتمكنوا من استعمالها، خشية أن يستولي عليها المقاومون ويسددوها إلى صدور الفرنسيين.
وفي  26 أيار عام 1945 أصدر الجنرال أوليفييه روجيه بلاغاً جديداً للفرنسيين استعرض فيه أحداث المقاومة العربية في بعض الأماكن من المناطق السورية، وأشار إلى أن بعض الجنود الفرنسيين أصيبوا بطعنات الخناجر في دمشق وحماة ودير الزور، وأن بعض الضباط حوصروا، وتم القضاء على بعضهم وكاد أن يتم القضاء على البعض الآخر، وحذر البلاغ الفرنسيين من الابتعاد عن الأماكن المخصصة لتمركزهم حتى لا يعرّضوا أنفسهم لأخطار محدقة دون أن يكون في وسعهم الدفاع عن أنفسهم، وأوصى البلاغ الضباط والجنود الفرنسيين أن يتحلَّوا بالصبر وقوة الأعصاب ريثما تنتهي الأزمة التي لا يمكن التغلب عليها إلا بارتكاب مجزرة كبيرة.
وكانت المعارك في هذا الوقت قد اشتدت في حلب وحمص وحماة ودير الزور بين الفرنسيين والأهالي وسقط فيها العديد من القتلى والجرحى.

## الخطة الفرنسية للعدوان على دمشق
كانت نية الفرنسيين في العدوان على دمشق قد غدت جلية للعيان، حيث نقل العسكريون الفرنسيون عائلاتهم إلى ثكنات المطار والمعسكرات، واستقدموا قوات جديدة نزلت على الشواطئ اللبنانية، وبدأوا بنشر المصفحات والدبابات في الأماكن الرئيسية الحساسة في دمشق.
الخطة الفرنسية التي وضعها الجنرال أوليفييه روجيه تهدف إلى ضرب المجلس النيابي السوري وقتل كافة الوزراء والنواب من أجل إحداث فراغ دستوري يسمح للفرنسيين أن يأتوا بأعوانهم إلى سدة السلطة، وضرب مركز الشرطة والدرك في القلعة واحتلال جميع دوائر الدولة وتجريد الشعب من السلاح وفرض الحكم العسكري الفرنسي المباشر.
وحدد يوم 29 أيار لبدء العدوان حيث كان مقرراً عقد جلسة للمجلس النيابي يحضرها الوزراء في الساعة السادسة من مساء اليوم نفسه، ومن أجل إيجاد ذريعة لبدء العدوان طلب الفرنسيون من حامية المجلس النيابي أن تصطف لتحية العلم الفرنسي عند إنزاله مساءاً من فوق سارية دار الأركان الفرنسية (دار المندوبية) التي كانت تقع مقابل البرلمان مباشرة في الموضع الذي شيد عليه بناء السكري فيما بعد.

### العسكريون السوريون يعلنون التمرد
في ذلك الوقت كان العسكريون السوريون العاملون تحت إمرة القوات الفرنسية في حالة تململ وتوتر بسبب خطورة الوضع الذي اتضحت أبعاده، وأخذت أعداد كبيرة من الضباط وصف الضباط والجنود يفرون من ثكناتهم ويلتحقون بالقوات الوطنية، فيما رفض أولئك الذين لم يتمكنوا من الفرار تنفيذ الأوامر، مما حدا بالقيادة الفرنسية إلى استشعار الخطر وارتأت القيام بتحرك سريع وحاسم قبل أن يفلت من أيّديها زمام الأمور.

## وقائع العدوان
في تمام الساعة الثالثة والنصف من بعد ظهر يوم 29 أيار 1945، وجّه الجنرال روجيه إنذاراً إلى رئيس المجلس النيابي يهدده فيه بانتقام فرنسا من المواطنين السوريين الذين يعتدون على الجنود الفرنسيين، ويطلب إليه أن تقوم قوات الشرطة والدرك السورية المرابطة حول المجلس بتحية العلم الفرنسي عند إنزاله في المساء عن دار أركان الحرب الفرنسية المواجهة للمجلس.
وكان عدد قليل من النواب قد جاؤوا لحضور جلسة البرلمان ولما لم يكتمل النصاب طلب رئيس المجلس النيابي سعد الله الجابري من النواب الانصراف، وقد ألغيت جلسة مجلس النواب في تمام الساعة الخامسة من بعد ظهر اليوم نفسه، وكذلك انصرف الوزراء الذين حضروا إلى المجلس.
وعقدت الحكومة الوطنية اجتماعاً سرياً طارئاً في منزل أحد الوزراء لبحث الوضع، بعد أن طوقت المصفحات الفرنسية دار الحكومة والمجلس النيابي، وكانت حشود من جماهير دمشق قد خرجت إلى الشوارع للإعراب عن غضبها على التصرفات الفرنسية في محاولة لفك الحصار عن المجلس النيابي، فوجدت نفسها في مواجهة القوات الفرنسية.
وقد رفضت حامية مبنى المجلس النيابي (البرلمان) أداء التحية للعلم الفرنسي أثناء إنزاله من على ساريته في دار الأركان الفرنسية الذي يقع في مقابل مبنى المجلس، بعد أن تلقى قائدهم مفوض الشرطة سعيد القهوجي أمراً بالرفض من رئيس المجلس النيابي سعد الله الجابري، فاتخذ الفرنسيون ذلك ذريعة لمهاجمة حامية البرلمان، مستخدمين قوات السنغال، المزودة بالأسلحة الفتاكة من مدافع هاون ورشاشات كبيرة وصغيرة ودبابات ومصفحات.
في تمام الساعة السادسة وخمسين دقيقة فتح جنود الحامية الفرنسية المرابطون في شارع النصر النار على المواطنين الذين خرجوا في مظاهرات احتجاجية، وفي نفس اللحظة دوى صوت القنابل وطلقات الرصاص وهي تنطلق من دار الأركان الفرنسية تجاه البرلمان، ولم يطل الوقت حتى كانت جميع المراكز الفرنسية في دمشق تشارك في إطلاق الرصاص والقنابل، فيما تقدمت المدرعات الفرنسية لتوجه نيرانها باتجاه مبنى البرلمان بكامل قوتها، بينما استحكم رجال الدرك السوري ورجال الشرطة المولجون بالدفاع عن البرلمان وراء متاريسهم، وشرعوا في مقاومة ضارية لوقف تقدم القوات الفرنسية، معتمدين على أسلحتهم المتواضعة، رافضين الاستسلام لقوات المستعمر، ومدفوعين بحب الوطن والدفاع عن عزته وكرامته، ولم يمر وقتاً طويلاً حتى أخذت ذخيرة المقاومين تنفذ، والخسائر بين صفوفهم تزداد، وهم يقاتلون في مواجهة آلة عسكرية تفوقهم قدرة على نحو كبير، واستمروا بالقتال حتى نفذت ذخيرتهم، عندها اقتحمت القوات الفرنسية مبنى البرلمان لتنفذ أبشع جرائمها الوحشية، بتمزيق أجساد الناجين من المقاومين بالسواطير والحراب، والتمثيل بجثث من استشهدوا، ومن بين المدافعين الذين كان عددهم ثلاثين مقاوماً، استشهد ثمانية وعشرون، وبقي اثنان من عناصر أمن المجلس النيابي، هما شهير الشراباتي (ورد في بعض المراجع باسم شهير الترياقي) وإحسان بهاء الدين اللذان استطاعا الفرار والنجاة من الموت المحقق بأعجوبة، بالإضافة إلى الشرطيين إبراهيم الشلاح ومحمد مدور، اللذين تظاهرا بالموت بعد أن رميا نفسيهما بين القتلى، ليصبحا الشهيدين الحيّين، وليرويا فيما بعد وقائع هذه المجزرة الرهيبة، كما يذكر أبناء عائلة برنية أن شقيق الشهيد عبد النبي برنية – محمد برنية – كان موجوداً وتعرض لنفس المعاملة، ولكن كتب له النجاة وأصبح مختاراً لحي برنية فيما بعد. وقد تم التمثيل بأجساد الشهداء أشنع تمثيل وقد شوهدت بعض الجثث بلا آذان وبعضها مقطعة الأيدي وبعضها مفقودة العينين كما شوهدت آثار السواطير على أجسامهم بشكل تقشعر له الأبدان.

## شهداء الدفاع عن المجلس النيابي

### شهداء الدرك
1. وكيل الضابط محمد طيب شربك
2. العريف برهان باش إمام
3. العريف طارق أحمد مدحت
4. الدركي شحادة إلياس الأمير
5. الدركي خليل جاد الله
6. الدركي إبراهيم فضة
7. الدركي محمد حسن هيكل
8. الدركي يحيى محمد اليافي
9. الدركي زهير منير خزنة كاتبي
10. الدركي ممدوح تيسير الطرابيشي
11. الدركي محمد أحمد أومري
12. الدركي محمد خليل البيطار
13. الدركي سعد الدين الصفدي
14. الدركي ياسين نسيب البقاعي
15. الدركي زين محمد ضبعان
16. الدركي عيد فلاح شحادة
17. الدركي إبراهيم عبد السلام
18. الدركي أحمد محمد القصار
19. الدركي جورج أحمر
20. الدركي محمد عادل المدني
21. الدركي واصف إبراهيم هيتو
22. الدركي عبد النبي برنية
23. الدركي سليمان أبو سعد
24. الدركي أحمد مصطفى سميد

### شهداء الشرطة
1. المفوض سعيد القهوجي
2. الشرطي مشهور المهايني
3. الشرطي محمود الجبيلي

ويضاف إلى هؤلاء الشهيد الدكتور حكمت التسابحجي الذي أصيب وهو يحاول إسعاف المصابين من مبنى المجلس النيابي، وقد تناقلت الروايات والشهادات بطولات هؤلاء المدافعين الأبطال، ومنهم وكيل الضابط محمد طيب شربك وكان له من العمر 22 عاماً فقط، حيث ظل يدافع عن البرلمان مع جنوده حتى نفذت الذخيرة، فأمر جنوده أن يقاتلوا بالمسدسات حتى نفذت آخر طلقة منهم. وكذلك فعل الشهيد البطل محمد سعيد القهوجي رئيس قوة الشرطة التي كانت تحمي البرلمان.
لقد دخل الفرنسيون مبنى البرلمان المدمر على أجساد هؤلاء الأبطال، وعثر على جثثهم المشوهة لاحقاً في حفرة كبيرة في المزة من بين خمسة وعشرين جثة، ثم بعد ذلك شيّعوا إلى مقرهم الأخير في مقبرة بلال الحبشي، وتقديراً لبطولتهم الفائقة وتفانيهم المطلق، خرج سكان دمشق إلى قبورهم وهم يذرفون الدموع وينثرون الورود والزهور إجلالاً لعظمة تضحيتهم، وكان هناك اقتراح بنقل رفاتهم إلى حديقة البرلمان وأن يقام لهم تماثيل أمام البرلمان رمزاً لبطولتهم.

## قصف قلعة دمشق
في تلك الأثناء راحت المدفعية الفرنسية تقذف المدينة بالقنابل مركزة القصف على قلعة دمشق لوجود قوى الدرك والشرطة فيها، واستمر القصف وإطلاق النار حتى الصباح، وقد نتج عن هذا القصف الشديد هدم العديد من الأبنية ومهاجع السجن في القلعة وظلت الجثث تحت الأنقاض ويقال أن عدد الشهداء من درك ومواطنين وسجناء يزيد عن ثلاثمئة قتيل وأصيب العميد هرانت بك مالويان قائد الدرك السوري بجراح كما أصيب القادة عبد الغني القضماني وعبد الرزاق قولي وفخري البارودي بجراح أيضاً ولم تنم عين دمشق في تلك الليلة المشؤومة.

## ردود الفعل

### مذكرة الحكومة السورية
قد أبلغ الاجتماع السري الطارئ للحكومة السورية ممثلي الدول الأجنبية في دمشق المذكرة التالية، التي سلمها إليهم وزير الخارجية:
“أتشرف بأن أطلعكم على التطور الخطير الذي طرأ على الموقف بسبب الاستفزازات المتواصلة الصادرة عن الجنود التابعين للقيادة الفرنسية، إن الأعمال التي ارتكبها هؤلاء الجنود قد تجاوزت كثيراً درجة العنف التي عرفتها البلاد من قبل، فقد صبت المدفعية الفرنسية نيرانها في مدينتي حمص وحماة فقُتل وجرح الكثيرون، وسددت الرشاشات نيرانها دون انقطاع إلى عابري السبيل في دمشق وحلب، وأفضى استفزاز الأهالي في درعا إلى الاصطدام بالقوات الفرنسية وصبت الطائرات نيرانها على الأهالي، والدماء تسفك في جميع المدن السورية تقريباً، والحكومة السورية ترفع صوتها بأشد الاحتجاج على هذه المجازر التي يصاب بها الأهالي الذين لا ذنب لهم سوى تمسكهم بحرية بلادهم واستقلالها، مناشدةً ممثلي الدول الصديقة أن يشهدوا بالوقائع، وأن يتدخلوا لمصلحة قضية سوريا العادلة التي هي في الوقت ذاته قضية الشعوب الديمقراطية والمحبة للحرية.
دمشق في 29-5-1945
وزير الخارجية”

## استمرار العدوان
مع بزوغ صبيحة اليوم التالي 30 أيار 1945، كان العدوان الفرنسي مستمراً في تدمير مدينة دمشق التي تحول أفقها إلى جحيم، وصبت المدفعية والدبابات والرشاشات حممها على المدينة المسالمة، فلم يكن يسمع إلا دوّي الانفجارات، ودمدمة الرشاشات، واشتعلت الحرائق في كل مكان من المدينة، فامتدت من شارع رامي الذي التهمته النيران بأكمله، إلى المرجة التي احترقت حوانيتها ومكاتبها، وفي ناحية أخرى كان شارع النصر قد شاعت فيه النيران التي وصلت إلى جامع دنكز، وشب حريق كبير آخر في زقاق المغسلة وامتد إلى شارع فؤاد الأول حتى بوابة الصالحية كذلك شبٌت النار في العصرونية وسوق الخياطين فالتهمت عشرات المخازن والحوانيت وبعض الكراجات على ضفة بردى عند بداية طريق بيروت ودمرتها بالكامل.

### الليلة الثانية من العدوان
لم تنم عين دمشق في الليلة الثانية من العدوان، وقد بدأ نزوح الأهالي من الأحياء التي يكثر فيها القصف والحرائق تحت جنح الليل إلى الأحياء البعيدة وبعض قرى الغوطة، حيث استقبلهم أبناء بلدهم بالترحاب محاولين التخفيف عن مصابهم العظيم، كما عملت الجمعيات الإنسانية والطبية كجمعية الهلال الأحمر وطلاب كلية الطب على نقل الجرحى إلى المستشفيات التي لم تسلم هي بدورها من الاعتداءات الدنيئة، فيما تعرض المسعفون والأطقم الطبية إلى خطر الموت، ومنذ ذلك استشهاد الدكتور مسلم البارودي أثناء أدائه واجبه في إسعاف المصابين وكان يرفع علماً أبيض على سيارته، مظهراً مدى الوحشية التي وصل إليها المحتلون.

## مواجهة العدوان
لقد انخرط الشعب السوري بكافة طبقاته وفئاته الاجتماعية والسورية في رد العدوان، وكان لكل منهم دوره في هذه الملحمة الوطنية الكبيرة، وقد اندفع الساسة السوريون إلى مقاومة العدوان بوسائلهم السياسية والدبلوماسية، وبما يتمتعون به من إمكانيات تنظيمية ومادية.

### على المستوى السياسي
فقد استدعى رئيس الجمهورية آنذاك شكري القوتلي الذي كان يتعافى من مرض أصابه ممثلي الدول الكبرى وأبلغهم بأنه سينزل إلى الشوارع على نقالة ليستشهد مع أبناء شعبه إذا لم تتحرك دولهم لإيقاف هذه المجزرة المروعة، كما رفض عرضاً من السلطات البريطانية بأن يذهب تحت حماية الدبابات البريطانية إلى الأردن، وقال للسفير البريطاني: “سأموت مع شعبي هنا في دمشق”، وقد نقل السفراء والدبلوماسيون كلامه وطلباته إلى حكوماتهم.
أما رئيس مجلس النواب سعد الله الجابري فقد غادر البرلمان بعد إلغاء الجلسة وذهب إلى فندق الشرق حيث يقيم، وفور وصوله استهدف الفرنسيون الفندق بنيرانهم بغية اغتياله، إلا أن وجود بطريرك موسكو والاتحاد السوفييتي أنقذه من موت محقق، إذ جاء السفير السوفييتي لأخذه من الفندق وأوصله إلى الحدود اللبنانية، ومنها تمكن من الوصول إلى بيروت، حيث فضح العدوان الفرنسي وأعلم العالم بما يجري، ومن هناك غادر إلى مصر حيث طالب بعقد اجتماع طارئ لجامعة الدول العربية.
وكان الوزراء والعديد من النواب قد غادروا إلى دار الحكومة (السراي) في ساحة المرجة، حيث استهدفهم جنود الاحتلال المتمركزون في شارع النصر بالقنابل والرصاص، وقد استبسل رجال الشرطة والدرك في الدفاع عن مقر الحكومة وردوا عدة موجات من الهجوم لاحتلال السراي، ومع مجيء الليل، استطاع الوزراء والعديد من النواب مغادرة مقر الحكومة بحماية رجال الدرك السوري واللجوء إلى دار السيد خالد العظم في سوق ساروجة حيث الأزقة ضيقة ولا تسمح بتقدم العربات الفرنسية، لكن قوات الاحتلال أمطرت المنطقة بقنابلها وأصابت عدداً من الدور القريبة في حي السمانة، حيث مات جميع من كان في هذه الدور وتناثرت أشلاؤهم بتأثير ضرب القنابل وكذلك أصيبت بعض الدور في حي العمارة، وقتل قاطنوها.

### المقاومة الشعبية
اندلعت أعمال المقاومة في جميع أنحاء سورية ترد على العدوان الفرنسي الشرس، فشهدت أنحاء سورية بشمالها وجنوبها وشرقها وغربها أعمالاً بطولية عظيمة، فقد هزمت القوات الفرنسية في حوران وجبل العرب.
كما أظهرت حماة مقاومة ضارية وأوقعت الهزيمة بالقوات الفرنسية وتمكنت من قتل قائدها والكثير من جنودها وأسرت العديد منهم وتم إسقاط طائرتين حربيتين، وفي دير الزور حوصر الفرنسيون في ثكناتهم وهاجم أفراد الشعب كافة المراكز العسكرية في المدينة ودمّروها، وكذلك في حلب واللاذقية، كما التحق حوالي 70 % من ضباط القطعات الخاصة و 40 % من الجنود بقوى الدرك الوطنية وانضموا إلى قوى الشعب.

## الخسائر المادية والبشرية
صرّح رئيس مجلس الوزراء آنذاك في اجتماع صحفي أن مديرية الصحة في دمشق أصدرت تقريراً رسمياً جاء فيه: أن عدد القتلى من المدنيين بدمشق بلغ 600 شهيد، وأن الجرحى والمشوهين بلغوا 500 جريح، والذين أصيبوا بجراح يمكن معالجتها بلغوا 1000 جريح، وهناك 120 شخصاً من الدرك بحكم المفقودين أما الخسائر المادية فهي جسيمة جدا.

## التداعيات الدولية

### التدخل البريطاني
بتاريخ 31-5-1945، أبرق رئيس الوزراء البريطاني تشرشل إلى الجنرال ديغول يطلب منه إصدار الأوامر لقواته بوقف إطلاق النار، وأبرق في نفس الوقت إلى الجنرال باجيت القائد العام البريطاني يأمره باستلام القيادة العليا في الشرق، وإنذار الجنرال الفرنسي بينيه بأن كل عمل عسكري يجب أن يتوقف وأن على القوات الفرنسية الانسحاب فوراً إلى ثكناتها. وقد نصت البرقية التي أرسلها الرئيس تشرشل إلى الجنرال ديغول على ما يلي: “بالنظر للحالة الخطيرة التي آل إليها الأمر في سوريا ولبنان، وبالنظر للقتال الدامي، وللحيلولة دون إراقة دماء أخرى، فقد اتخذنا هذه الخطوة حرصاً على الأمن في ربوع الشرق الأوسط كله، وتحاشياً لأي اصطدام بين القوات الإنكليزية والفرنسية، نطلب إليكم أن تأمروا الجنود التابعين لكم التوقف عن إطلاق النار في الحال.”
بتاريخ 1-6-1945، أعلن رئيس الحكومة الفرنسية شارل ديغول بأنه أمر القوات الفرنسية في سوريا بوقف إطلاق النار استجابة للمطالب البريطانية بهدف إتاحة الفرصة للمشاورات بين فرنسا وبريطانيا والولايات المتحدة والدول العربية حول الوضع في الشرق الأدنى.
بعد ذلك وصلت القوات البريطانية من البقاع في لبنان، واستلم الجنرال باجيت القيادة الفعلية وأبرق إلى لندن يقول: “لقد أبيحت المدن للنار والنهب وإن عمل القوات الفرنسية والسنغالية هو تخريب اعتباطي”، ووصل ألان شو وزير بريطانيا المفوض والجنرال البريطاني باجيت ترافقهما أربع مصفحات بريطانية ضخمة إلى منزل رئيس الجمهورية شكري القوتلي، وجاء إلى المنزل أعضاء الوزارة السورية وبعض النواب لاستلام الدوائر السورية، ورفع العلم السوري على بناء البرلمان، وخرج الأهالي بمظاهرات مشت في الشوارع الرئيسية وهم يهتفون للعدل والحرية والاستقلال، واخترقوا أسواق العاصمة وهم يلوحون بالأعلام السورية هاتفين بحياة سوريا والاستقلال.
وقد بعث الرئيس شكري القوتلي برسالة شكر إلى رئيس وزراء بريطانيا تشرشل يشكره على جهوده لوقف العدوان، ولكن  الجواب الذي تلقاه من تشرشل كان مستفزاً وخالياً من اللباقة، حيث قال: “الآن وقد أتينا لمساعدتكم، لا تجعلوا مهمتنا أكثر صعوبة بسبب الغضب والمغالاة، إن الفرنسيين يجب أن يعاملوا بالعدل ونحن البريطانيين لا نريد شيئاً مما تملكونه إلا الاعتدال”، وقد ذهب تشرشل إلى أبعد من ذلك في برقيته لرئيس الوزراء العراقي، حيث قال فيها: “لقد أنقذناهم من خطر عظيم وهم يقولون أن هذا واجبنا، إن نظرتهم المتهورة هذه يجب أن تناقش، ليس من واجبنا حفظ الأمن في وسط هذه الزمرة المشاغبة، بل يجب أن نقول لهم: إن السلطة التي خنقت الفرنسيين يمكن بسهولة أن تستخدم ضدهم فيما إذا وضعوا أنفسهم في موقف من أجل نصرة الشعب السوري”.

### ردود الفعل العربية
في لبنان عمت المظاهرات الصاخبة جميع المدن اللبنانية، وعقد المجلس النيابي جلسة طارئة تبرع فيها النواب برواتبهم لعائلات الضحايا، وأعلنت الأحزاب اللبنانية الإضراب خمسة أيام احتجاجاً على ما يجري في سوريا. وفي مصر كان الاهتمام بالعدوان على سوريا عظيماً جداً، وغادرت بعثتان من الهلال الأحمر المصري مصر إلى سوريا لإسعاف المصابين والضحايا. وفي العراق عقد المجلس النيابي العراقي جلسة طارئة، وهدد رئيس الحكومة العراقية البريطانيين أنهم إذا لم يتدخلوا لوقف نزيف الدم فإن حكومته سترسل قوات لمساعدة السوريين. وفي الأردن بلغت المظاهرات الصاخبة أوجها في عمان، وقد تعرض السفير الأردني في دمشق إلى إطلاق نار من الجنود الفرنسيين أدت إلى بتر ساقه في درعا، فيما عقدت الجامعة العربية جلسة طارئة في الرابع من حزيران هدفها نصرة سوريا.

## نتائج العدوان
جرت محاولات عديدة سواء من فرنسا وبريطانيا للإبقاء على المصالح الفرنسية في سوريا ولبنان، لكنها كانت تقابل بالرفض، مع إصرار السوريين على انسحاب جميع القوات الأجنبية من أراضيهم، وعدم منح أي امتياز أو وضع خاص لأي قوة مهما كانت. ولما لم يجد الفرنسيون أي أمل في بقائهم قرروا الرحيل لكنهم اشترطوا أن يرحل البريطانيين معهم، وهذا ما حصل بالفعل.
وهكذا اضطرت الحكومة الفرنسية لإصدار بيان في بيروت وباريس بتاريخ 8 تموز 1945 جاء فيه:
“لما كانت الحكومة المؤقتة للجمهورية الفرنسية ترغب في إجابة الطلب الذي تقدمت به الحكومتان السورية واللبنانية فيما يتعلق بتسليم الوحدات العسكرية المتطوعة محلياً، ورغبة منها أن تظهر لحكومتي سوريا ولبنان نيتها الطيبة عن طريق إرضاءهما إرضاء تاماً بهذه الوحدات، وبما أن الحرب قد انتهت في أوروبا ولم يعد هناك أي اعتراض حول الرغبة المشروعة التي أبدتها الحكومتان السورية واللبنانية بشأن تشكيل جيوش وطنية لها. لذلك نصرح بتسليم هذه القوات إلى الحكومتين السورية واللبنانية وفق تشكيلات ستحدد خلال 45 يوماً على أبعد حد.”
وهكذا سلّمت فرنسا خلال شهر تموز 1945 جميع الثكنات العسكرية إلى الحكومة السورية وفي 22 تموز استلمت الحكومة السورية جميع ثكنات الحميدية والعباسية (الجامعة السورية) باحتفال مهيب، وكان آخر الثكنات المسلمة المستشفى العسكري ومبنى الأركان العامة في الصالحية، ونادي الضباط حيث رفع العلم السوري عليها وأصبح الجيش كله تابعاً للحكم الوطني وتم تعيين اللواء عبد الله عطفه قائداً لهذا الجيش، وشرع مع رفاقه الضباط أركان الجيش بإعادة تنظيمه من جديد.
وقد تم الاتفاق بين القيادتين في يوم 27 تموز 1945 على نقل مسؤولية الإشراف على القطعات العسكرية الخاصة إلى الحكومة السورية منذ الساعة صفر من اليوم الأول من شهر آب 1945 الذي كان تاريخ ميلاد الجيش الوطني السوري، ولهذا أصبح اليوم المذكور عيداً للجيش يحتفل به كل عام.
وقد عرضت قضية جلاء القوات الأجنبية عن سوريا على الأمم المتحدة بتأييد من الاتحاد السوفييتي فاضطرت فرنسا وبريطانيا التعهد بسحب قواتهما بالتدريج، وقد تم ذلك في الساعة العاشرة من يوم الخامس عشر من نيسان عام 1946، واحتفلت سوريا بهذه المناسبة السعيدة بتاريخ 17 نيسان عام 1946.